# Летняя Спартакиада народов СССР 1986

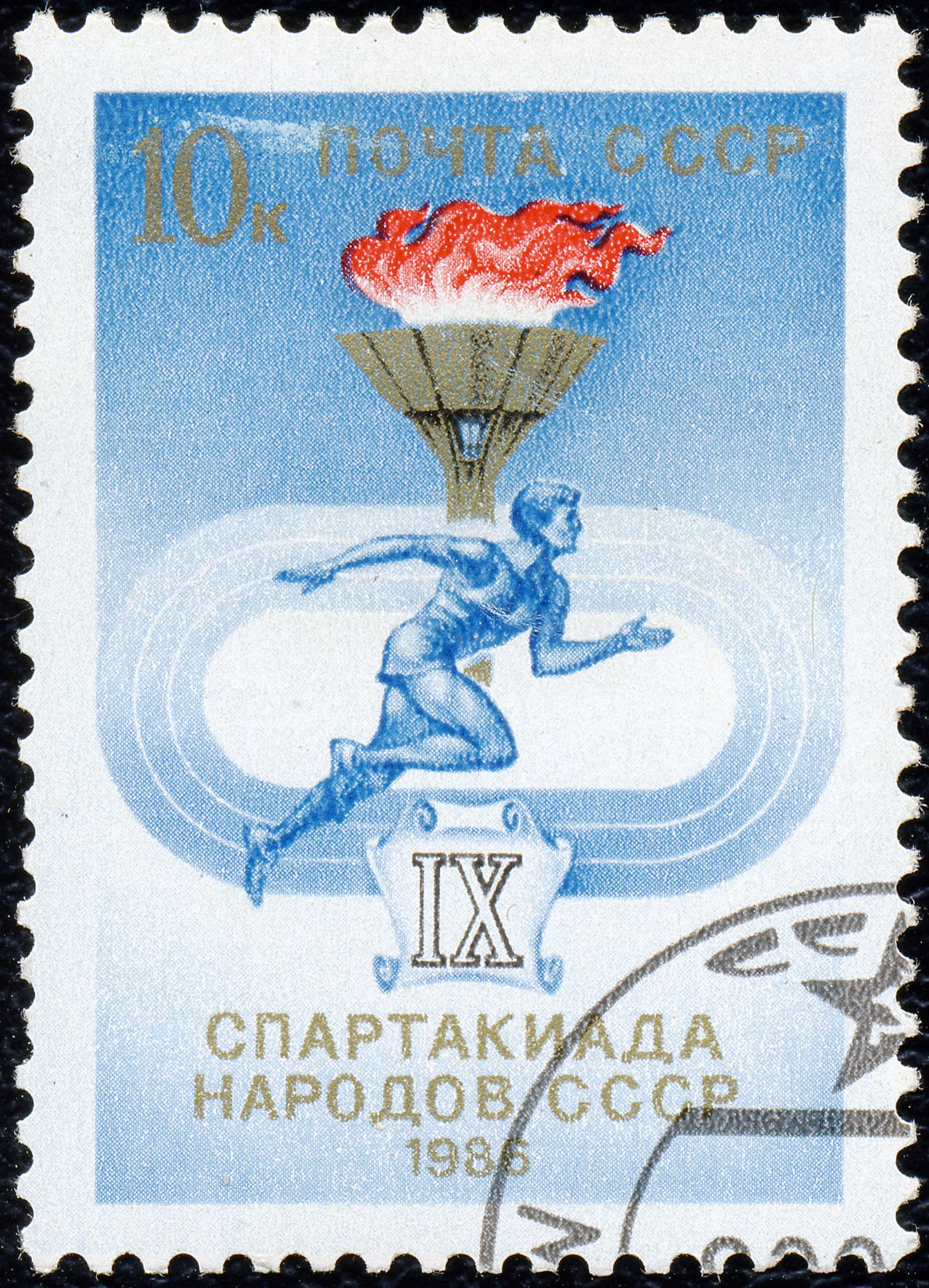
Почтовая марка СССР, 1986 год: IX летняя спартакиада народов СССР

IX летняя Спартакиада народов СССР  — массовые всесоюзные соревнования, финальная часть которых проходила в 23 городах СССР с 3 июня по 30 сентября 1986 года.

## Общая информация
По сравнению с предыдущей Спартакиадой добавились акробатика, бадминтон, водные лыжи, городки, прыжки на батуте, и число видов спорта возросло до 37. Впервые в истории соревнований был установлен возрастной ценз для финалистов: до 20 лет — баскетбол, водное поло, гандбол, гимнастика; до 25 лет — конный спорт, стрелковый спорт, стендовая стрельба, шахматы; до 23 лет — остальные виды спорта. В финалах выступали 8126 спортсменов, включая 31 заслуженного мастера спорта СССР, 671 мастера спорта СССР международного класса, 4244 мастеров спорта СССР.
Судили соревнования 2397 судей, из них 381 судья международной категории и 987 судей всесоюзной категории. Участники Спартакиады установили 4 рекорда мира, 3 рекорда Европы, 53 рекорда спартакиад народов СССР и 142 рекорда союзных республик. Марина Степанова в Ташкенте установила мировой рекорд в беге на 400 метров с барьерами — 52,94; в соревнованиях по велосипедному спорту на велотреке в Крылатском (Москва) Вячеслав Екимов установил мировой рекорд в индивидуальной гонке преследования на 4 км — 4.28,900.
75 спортсменам было присвоено звание «Мастер спорта СССР международного класса», 427 спортсменам — звание «Мастер спорта СССР». Больше всего наград завоевали представители сборной РСФСР, за ними следует сборная Украинской ССР, на третьем месте — сборная Москвы.

## Финалы соревнований
| Вид спорта                  | Сроки проведения      | Место проведения                                         | Результаты      |
| --------------------------- | --------------------- | -------------------------------------------------------- | --------------- |
| Акробатика                  | 17—21 сентября        | Минск                                                    | см.             |
| Бадминтон                   | 6—13 сентября         | Минск                                                    | см.             |
| Баскетбол                   | 8—14 июня             | Киев                                                     |                 |
| Бокс                        | 18—27 сентября        | Москва                                                   | см.             |
| Борьба вольная              | 16—19 июля            | Минск                                                    | см.             |
| Борьба классическая         | 22—25 июля            | Минск                                                    | см.             |
| Велосипедный спорт, трек    | 20—25 сентября        | Москва                                                   |                 |
| Велосипедный спорт, шоссе   | 18 июня — 21 сентября | Киев, Днепропетровск—Алушта, Черновцы                    |                 |
| Водное поло                 | 11—21 сентября        | Москва                                                   | см.             |
| Водные лыжи                 | 11—15 сентября        | Киев                                                     |                 |
| Волейбол                    | 24—30 сентября        | Ленинград                                                | мужчины женщины |
| Гандбол                     | 30 июля — 5 августа   | Киев                                                     |                 |
| Гимнастика                  | 20—27 сентября        | Москва                                                   | см.             |
| Гимнастика художественная   | 20—24 августа         | Минск                                                    | см.             |
| Городошный спорт            | 5—13 сентября         | Москва                                                   | см.             |
| Гребля академическая        | 17—21 сентября        | Москва                                                   | см.             |
| Гребля на байдарках и каноэ | 25—28 сентября        | Москва                                                   | см.             |
| Дзюдо                       | 24—27 июля            | Киев                                                     | см.             |
| Конный спорт                | 20 июня — 20 сентября | Москва, Минск                                            | см.             |
| Лёгкая атлетика             | 16—20 сентября        | Ташкент                                                  | см.             |
| Парусный спорт              | 24 июля — 3 августа   | Таллин                                                   | см.             |
| Плавание                    | 9—14 сентября         | Москва                                                   | см.             |
| Синхронное плавание         | 25—28 сентября        | Москва                                                   | см.             |
| Прыжки в воду               | 16—20 сентября        | Москва                                                   | см.             |
| Прыжки на батуте            | 26—27 августа         | Киев                                                     | см.             |
| Самбо                       | 28—31 июля            | Минск                                                    | см.             |
| Современное пятиборье       | 20—30 сентября        | Таллин                                                   | см.             |
| Стрелковый спорт            | 20—26 сентября        | Москва                                                   |                 |
| Стендовая стрельба          | 18—28 сентября        | Москва                                                   |                 |
| Стрельба из лука            | 19—22 сентября        | Москва                                                   | см.             |
| Теннис                      | 5—16 августа          | Москва                                                   | см.             |
| Теннис настольный           | 11—20 сентября        | Ленинград                                                | см.             |
| Тяжёлая атлетика            | 6—13 сентября         | Москва                                                   | см.             |
| Фехтование                  | 4—12 сентября         | Москва                                                   | см.             |
| Футбол                      | 9—27 июля             | Киев, Орджоникидзе, Никополь, Запорожье, Донецк, Харьков | см.             |
| Хоккей на траве             | 2—18 сентября         | Москва                                                   |                 |
| Шахматы                     | 11—24 июля            | Минск                                                    | см.             |